# Tjuremnyj romans
Tjuremnyj romans (russisk: Тюремный романс) er en russisk spillefilm fra 1993 af Jevgenij Tatarskij.

## Medvirkende
- Aleksandr Abdulov som Artynov
- Jurij Kuznetsov som Jurij Kuznetsov
- Aristarkh Livanov som Aristarkh Livanov
- Marina Nejolova som Jelena Andrejevna
- Boris Sokolov som Boris Sokolov